# Fablo
Fablo ist ein spanischer Ort in der Provinz Huesca der Autonomen Gemeinschaft Aragonien. Fablo, im Pyrenäenvorland liegend, gehört zur Gemeinde Sabiñánigo. Der Ort hatte im Jahr 2010 keine Einwohner.

## Geographie
Der Ort liegt etwa 17 Kilometer (Luftlinie) südöstlich von Sabiñánigo und ist über die A1604 zu erreichen. 

## Sehenswürdigkeiten
- Romanische Ermita de Fragén aus dem 12. Jahrhundert[1]
- Pfarrkirche aus dem 17./18. Jahrhundert